# Corredora (element mecànic)

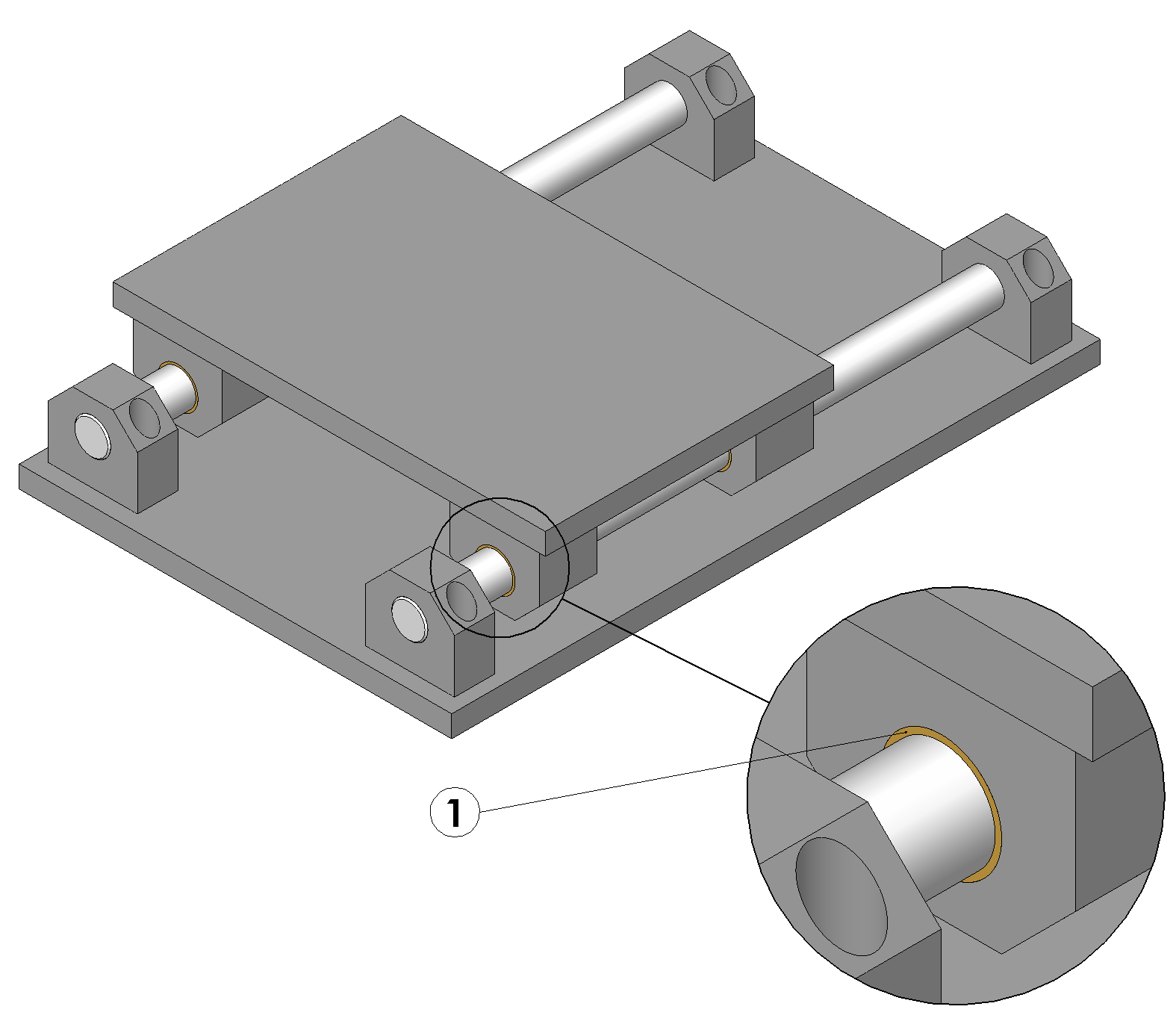
Croquis d'una plataforma desplaçable sobre quatre rodaments lineals. Coixinet indicat per (1)

Una corredora és una peça que es desplaça lliurement al llarg d'una guia recta fixa o mòbil. El conjunt "guia recta"-corredora és un mecanisme molt freqüent en màquines i estris domèstics. Fins i tot en joguines.
Hi ha "corredores" que es desplacen per guies corbes, tot i que no són tan habituals.

## Aspectes teòrics
En teoria de màquines i mecanismes es parla d'articulacions prismàtiques. El mecanisme guia-corredora és l'aplicació pràctica del concepte anterior.

## Aspectes pràctics
El conjunt guia-corredora pot construir-se segons formes molt diferents. En tots els casos cal tenir en compte les exigències del servei requerit a l'hora de projectar un mecanisme real.
Alguns punts a tenir en compte són els següents:
- Fregament guia-corredora.

El fregament genera calor i origina desgast de les peces. Exigeix lubrificació i/o materials adequats. Hi ha la possibilitat de minimitzar el fregament mitjançant coixinets o rodaments lineals.
- Joc màxim admissible.

Algunes guies (per exemple les del carro en un torn) treballen amb una tolerància molt petita. En altres casos (guies de cortines) el joc pot ser considerable.
- Velocitat i acceleració dels elements.